# Hormonoterapia

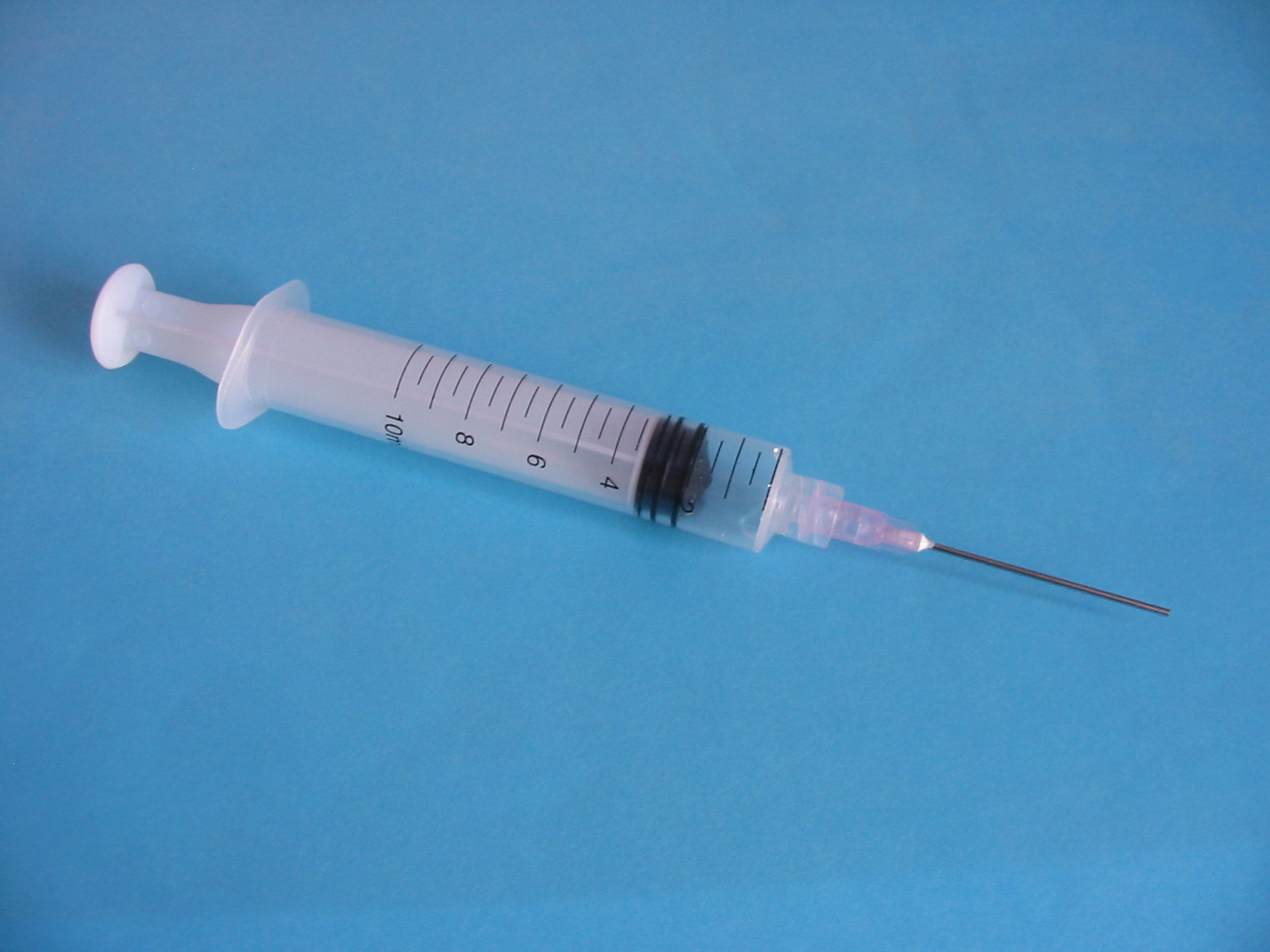
A seringa é um dos meios usados na hormonoterapia

A hormonoterapia, hormonioterapia, endocrinoterapia ou terapia hormonal (comumente abreviada para TH) baseia-se no princípio de administração ou subtração de hormônios para vários fins, como terapia de masculinização, feminilização, tratamento de câncer por meio da quimioterapia, supressão androgênica, entre outros.
Como terapia, pode ser classificada – segundo o seu modo de atuação – como ablativa, aditiva, competitiva e inibitória.
A hormonoterapia é uma forma de terapia sistêmica, atingindo células cancerígenas em qualquer parte do corpo. 